# Carlão
Carlão era una freguesia portuguesa del municipio de Alijó, situado en el distrito de Vila Real.

## Límites
Los límites de la freguesia estaban definidos por el río Tinhela, que la separaban del municipio de Murça, y el río Túa, que la separaba del municipio de Carrazeda de Ansiães. 

## Toponimia
Su topónimo medieval era Carlón, que dio lugar al actual.

## Historia
Situada en el noroeste del municipio, el territorio de la localidad parece haber sido habitado desde el Neolítico, según los vestigios arqueológicos y las pinturas rupestres de Pala Pinta. Durante época romana hacia el siglo III d. C. fueron construidas varias calzadas y un puente.
La freguesia fue suprimida el 28 de enero de 2013, en aplicación de una resolución de la Asamblea de la República portuguesa promulgada el 16 de enero de 2013 al unirse con las freguesias de Amieiro, formando la nueva freguesia de Carlão e Amieiro.

## Patrimonio
- Pala Pinta, principal patrimonio histórico de la localidad, fue descubierto por un arqueólogo local en 1921, en el que se encuentran varias pinturas sobre una losa de granito de cerca de doce metros de anchura y dos metros y medio de altura máxima. En la losa se identifican dos paneles con pinturas monocromáticas y ocre, representando motivos y símbolos de forma radial, quizás representaciones solares o astrales, así como puntillados y figuraciones que podrían interpretarse como estilizaciones antropomórficas. Se estima que las pinturas fueron elaboradas hacia el III milenio antes de Cristo.

- En el castro do Castrelo, situado en la Serra de Carlão, también se encuentran otras muestras de pintura rupestre.

- La iglesia parroquial es un templo del siglo XVIII, y destaca por la conservación de una Sagrada Custodia del mismo siglo, una imagen de Teixeira Lopes, representando a Jesucristo crucificado. Con tres altares, el del Santísimo Sacramento, el de Nuestra Señora del Rosario y el de San Sebastián.

- Capilla de Nossa Senhora dos Remédios, edificada sobre un antiguo poblado castreño, la capilla do Povo, en el lugar de Casas da Serra, construida en el siglo XVIII por el hidalgo Mesquita en estilo renacentistas, y actualmente en ruinas.

## Economía
Los principales cultivos de la zona son la vid, el olivo, la patata, la almendra y una famosa variedad de higos. 

## Festividades
La patrona de la localidad es Santa Águeda, cuya fiesta se celebra el 5 de febrero. Las otras fiestas y romerías se celebran el primer domingo de mayo en honor de Santa Bárbara y en el tercero domingo de agosto en honor de Nuestra Señora de los Remedios.